# Joan Manuel Serrat
Joan Manuel Serrat (* 27. prosince 1943) je španělský zpěvák a kytarista. Hudbě se začal věnovat ve svých sedmnácti letech, kdy dostal svou první kytaru. Během své kariéry vydal několik desítek alb, první z nich, vydané v roce 1967, neslo název Ara que tinc Vint Anys. Své písně zpívá jak ve španělštině, tak i v katalánštině. Roku 1986 získal italské ocenění Premio Tenco.